# Canada ai Giochi della XV Olimpiade
Il Canada ha partecipato ai Giochi della XV Olimpiade, svoltisi ad Helsinki, dal 19 luglio al 3 agosto 1952,  
con una delegazione di 107 atleti, di cui 10 donne, impegnati in 13 discipline,
aggiudicandosi 1 medaglia d'oro E 2 medaglie d'argento.

## Medagliere

### Per discipline
| Sport             | Oro | Argento | Bronzo | Totale |
| ----------------- | --- | ------- | ------ | ------ |
| Tiro              | 1   | 0       | 0      | 1      |
| Canoa/kayak       | 0   | 1       | 0      | 1      |
| Sollevamento pesi | 0   | 1       | 0      | 1      |
| Totale            | 1   | 2       | 0      | 3      |

### Medaglie
| Medaglia | Atleta                      | Sport             | Evento                  |
| -------- | --------------------------- | ----------------- | ----------------------- |
| Oro      | George Genereux             | Tiro              | Fossa olimpica          |
| Argento  | Kenneth Lane Donald Hawgood | Canoa/kayak       | C2 10000 metri maschile |
| Argento  | Joseph Gratton              | Sollevamento pesi | Pesi medi               |

## Risultati

### Pallacanestro
| Atleta | Classifica |
| --- | ---------- |
| V · D · M Nazionale canadese - Pallacanestro ai Giochi della XV Olimpiade 3 Pettinger · 4 Pataky · 5 Campbell · 6 Ridd · 7 Williams · 8 Coulthard · 9 Phibbs · 10 Dalton · 11 Pickell · 12 Wearring · 14 Simpson · 15 Wade · 16 Curren · All. Paul Thomas | 13°        |
| Nazionale canadese - Pallacanestro ai Giochi della XV Olimpiade |            |
| 3 Pettinger · 4 Pataky · 5 Campbell · 6 Ridd · 7 Williams · 8 Coulthard · 9 Phibbs · 10 Dalton · 11 Pickell · 12 Wearring · 14 Simpson · 15 Wade · 16 Curren · All. Paul Thomas                                                                           |            |